# Vermes Gábor
Vermes Gábor (Budapest, 1933. szeptember 16. – New York, 2014. március 11.) magyar származású amerikai történész, 1972–2002 között a Rutgers Egyetem professzora.

## Életpályája
A világháború végét a Sztehlo Gábor által szervezett egyik budai gyermekotthonban vészelte át. A Berzsenyi Dániel Gimnáziumban kezdte középiskolai tanulmányait, amit másodiktól a Trefort utcai gimnáziumban folytatott, s ott is érettségizett 1952-ben. A humán tárgyak iránti érdeklődése ellenére geológus szakon szerzett diplomát 1956-ban az Eötvös Loránd Tudományegyetemen, majd az MTA Talajtani Kutatóintézetében kezdett el dolgozni.
A forradalmat követően, 1956. november 27-én elhagyta Magyarországot, s közel három hónapon keresztül Ausztriában menekülttáborokban tartózkodott, majd 1957. február közepén New Yorkba került. Egy ideig geológusként dolgozott, de 1958 szeptemberétől ösztöndíjasként felvételt nyert a kaliforniai Stanford Egyetem történész szakára, amit 1961-ben végzett el. 1966-ban doktorátust szerzett, disszertációját Tisza Istvánról írta, aki a későbbiekben is kutatásainak egyik fontos témája maradt.
1963–64-ben a San Francisco State College-ben tanított, majd 1964-ben a Stanford Egyetemen lett instruktor, illetve 1968-ban „acting assistant professor”. 1968-ban azonban elveszítette állását, házassága és egészségi állapota megromlott. 1972-ben ösztöndíjat nyert, így folytathatta kutatásait Bécsben és Budapesten is.
1972 folyamán aztán New Yorkba költözött, miután „assistant professor” lett a Rutgers Egyetemen, ahol Kelet-Európa, Oroszország és a Szovjetunió, a szocializmus és kommunizmus, Németország, valamint a Huszadik századi fasizmus történetét tanította. 2001-ben innen ment nyugdíjba professor emeritusként.
1985-ben jelent meg először, angol nyelven a Tisza István életrajzát bemutató könyve, mely a szakirodalom legismertebb és legfontosabb műveinek egyike, s amely elnyerte az amerikai magyar történészszövetség könyvdíját 1986-ban; magyarul először 1994-ben jelent meg.
Tisza István életén kívül érdeklődési körébe tartozott a 18–20. századi magyar történelem, az akkori társadalmi, politikai és kulturális élet, s az akkor élt emberek gondolkodásmódja.

## Magánélete
Először 1965-ben nősült, Andrew fia 1966-ban született. Később elvált, majd 1975-ben újra házasodott: felesége ekkor Ann Fagan történész lett.

## Díjai, elismerései
- az amerikai magyar történészszövetség könyvdíja (1986)
- Arany János-érem (2009)

## Művei
- István Tisza: The Liberal Vision and Conservative Statecraft of a Magyar Nationalist. (East European Monographs, Columbia University Press, 1985)
  - magyarul: Tisza István (Fordította: Deák Ágnes. Első kiadás: Századvég Kiadó, 1994, Századvég biográfiák sorozat; második kiadás: Osiris Kiadó, 2001, Millenniumi magyar történelem. Életrajzok sorozat)
- Kulturális változások sodrában. Magyarország 1711 és 1848 között (Fordította: Zinner Judit. Balassi Kiadó, Budapest, 2011)
  - angolul: From Feudalism to Revolution: Hungarian Culture and politics in the Habsburg Monarchy, 1711–1848. (Central European Press, 2014)